# Coteto
Coteto è un quartiere nella città di Livorno.
A nord confina con il quartiere Colline, che faceva parte della stessa circoscrizione, la numero 4, prima della sua abolizione; ad est confina con il quartiere Salviano e a sud è delimitato dal corso del Rio Maggiore. Coteto, insieme a Colline, partecipava  al Palio Marinaro di Livorno, con la denominazione di "Colline-Coteto".

## Storia
Nel territorio corrispondente all'attuale quartiere di Coteto risultano insediamenti sin dai tempi dell'arrivo dei Longobardi, come risulta dal toponimo Setteri, che oggi identifica la storica fattoria visibile davanti alla nuova caserma dei Vigili del Fuoco.
Le prime notizie riguardo al nome risalgono al 1407, quando veniva indicato con il termine codeto che sta ad indicare un luogo umido con vaste estensioni di una pianta caratteristica nota come coda di cavallo.
Nel corso del XVIII secolo vi esisteva la grande villa Lemach-Funaro; qui dopo il 1830 vi fu ospite il Bey di Algeri e la sua famiglia esuli dopo la conquista francese dell'Algeria.
Ai margini del territorio di Coteto si trovava anche la casa del capitano Ricci, in cui frequentemente soggiornò il famoso poeta Percy Bysshe Shelley fra 1818 e il 1822 durante le visite ai suoi connazionali.
Dal secondo dopoguerra il quartiere ha subito una forte crescita demografica e delle abitazioni, tanto che ai vecchi casolari di campagna si affiancarono moderni condomini e palazzine.
Alla realizzazione del nuovo abitato, avviata nel 1956, partecipò un gruppo di architetti coordinati da Raffaello Fagnoni, autore del centro sociale attorno al quale si disposero la chiesa e le attività commerciali.